# Distretto di San Pablo (Cusco)
Il distretto di San Pablo è uno degli otto distretti della provincia di Canchis, in Perù. Si trova nella regione di Cusco.